# Paolo Sardi
Pour les articles homonymes, voir Sardi.
Paolo Sardi (né le 1er septembre 1934 à Ricaldone (Italie) et mort le 13 juillet 2019 à Rome (Italie)) est un cardinal italien, patron de l'ordre souverain de Malte de 2010 à 2014.

## Biographie

### Prêtre
Ordonné prêtre le 29 juin 1958, Paolo Sardi a obtenu une maîtrise en théologie et est également diplômé en droit canon à l'université catholique du Sacré-Cœur de Milan.
Il enseigne la théologie morale à Turin et en 1976, il rejoint les services de la Secrétairerie d'État où il travaille à la rédaction des textes et discours du pape.

### Évêque
Le 10 décembre 1996, Paolo Sardi est nommé nonce apostolique avec charges spéciales et archevêque titulaire de Sutri (it). Il est consacré le 6 janvier suivant à Saint-Pierre de Rome par le pape Jean-Paul II.
Le 23 octobre 2004, il est nommé vice-camerlingue de la Sainte Église romaine poste qu'il conserve jusqu'au 22 janvier 2011, quelques semaines après sa création cardinalice.
Le 8 juin 2009, à quelques semaines de son soixante-quinzième anniversaire, il est nommé par Benoît XVI pro-patron de l'ordre souverain de Malte poste où il succède au cardinal Laghi décédé en janvier 2009. Il le reste jusqu'au 8 novembre 2014, date à laquelle il est remplacé par le cardinal Raymond Burke.

### Cardinal
Paolo Sardi est créé cardinal par Benoît XVI lors du consistoire du 20 novembre 2010. Il reçoit alors le titre de cardinal-diacre de Santa Maria Ausiliatrice in via Tuscolana. 
Quelques jours après sa création cardinalice, le 30 novembre 2010, il est nommé patron de l'ordre souverain de Malte. Le 8 novembre 2014, il démissionne de ce poste ayant dépassé l'âge limite ; il est remplacé par le cardinal Raymond Burke.
Il participe au conclave de 2013 qui voit l'élection du pape François.
Il meurt le 13 juillet 2019 à Rome à l'âge de 84 ans.